# بيت الرابعي (حجة)

تعديل مصدري - تعديل

بيت الرابعي هي إحدى قرى عزلة بني علي بمديرية حجة التابعة لمحافظة حجة، بلغ تعداد سكانها 35 نسمة حسب تعداد اليمن لعام 2004.